# Sitochroa aureolalis
Sitochroa aureolalis là một loài bướm đêm trong họ Crambidae.